# العراق في شظايا
العراق في شظايا هو فيلم وثائقي من إخراج جيمس لونجلي، عُرض الفيلم لأول مرة في مهرجان صاندانس السينمائي عام 2006 حيث حصل على ثلاث جوائز: "جائزة إخراج الفيلم الوثائقي" و"جائزة مونتاج الفيلم الوثائقي" و"جائزة التميز في التصوير السينمائي الوثائقي". الفيلم أيضًا جزء من مجموعة أفلام مشروع العمل الإعلامي العراقي. رُشح الفيلم لجائزة الأوسكار لأفضل فيلم وثائقي. وصور الفيلم في العراق وحرر في مركز 911 للفنون الإعلامية في سياتل. يتكون الفيلم من ثلاثة أجزاء تصف وجهات نظر السكان السنة والشيعة والأكراد.

## طاقم العمل
- المخرج: جيمس لونجلي
- المنتجون: جون سينو، جيمس لونجلي
- المحررون: بيلي ماكميلين، فيونا أوتواي، جيمس لونجلي
- الكاميرا: جيمس لونجلي
- منسق المشاركة: باسل شديد
- الصوت / الموسيقى: جيمس لونجلي
- كاميرا الوحدة الثانية: مارجريت لونجلي
- تلوين: بيل لورد
- المترجمون: أحمد عايد، علي زكي، دلير هاشم، دولر بويجان، استيفان برايموك، محمد مهنا، مصطفى حسن، نديم حميد، ريال سندي، زيد الراوي، زيد فهمي، زيراك دلشاد.

## روابط خارجية
- العراق في شظايا على موقع IMDb (الإنجليزية)
- العراق في شظايا على موقع ميتاكريتيك (الإنجليزية)
- العراق في شظايا على موقع روتن توميتوز (الإنجليزية)
- العراق في شظايا على موقع نتفليكس (الإنجليزية)
- العراق في شظايا على موقع Turner Classic Movies (الإنجليزية)
- العراق في شظايا على موقع أول موفي (الإنجليزية)
- العراق في شظايا على موقع بوكس أوفيس موجو (الإنجليزية)
- العراق في شظايا على موقع فيلمافينيتي (الإسبانية)
- العراق في شظايا على موقع قاعدة بيانات الفيلم (الإنجليزية)
- العراق في شظايا على موقع ليتربوكسد (الإنجليزية)